# Istigobius nigroocellatus
Istigobius nigroocellatus es una especie de peces de la familia de los Gobiidae en el orden de los Perciformes.

## Morfología
Los machos pueden llegar a alcanzar los 6,5 cm de longitud total.

## Distribución geográfica
Se encuentra en Australia (Queensland, Australia Occidental y Territorio del Norte), las Filipinas, Papúa Nueva Guinea, Nueva Caledonia, la Samoa Americana, las Islas Salomón y Japón.

## Observaciones
Es inofensivo para los humanos.